# Choroby autozapalne
Choroby autozapalne, zespoły autozapalne, zespoły gorączek nawrotowych – heterogenna grupa chorób, u podłoża których leżą genetycznie uwarunkowane zaburzenia odporności nieswoistej. 
Objawiają się częstą, nawracającą gorączką i układowymi stanami zapalenia, które nie można powiązać z zakażeniem, chorobą nowotworową czy chorobą autoimmunologiczną. 

Większość chorób autozapalnych rozpoznaje się u dzieci, ale czasem zdarza się też w wieku dorosłym.
Tylko rodzinna gorączka śródziemnomorska występuje z częstością 1:1000 w populacjach z rejonu Morza Śródziemnego.
Inne schorzenia z tej grupy rozpoznaje się zwykle z częstością mniejszą niż 1:1 000 000.  
Do chorób autozapalnych zaliczane są:
- rodzinna gorączka śródziemnomorska (ang. Familial  Mediterranean Fever, FMF)
- gorączki nawrotowe zależne od kriopiryny (ang. cryopyrin-associated periodic syndromes, CAPS) 
  - rodzinny autozapalny zespół reakcji na zimno (ang. Familial  cold autoinflammatory syndrome, FCAS)
  - zespół Muckle’a-Wellsa (ang. Muckle-Wells syndrome, MWS)
  - noworodkową zapalną chorobę wieloukładową (ang. neonatal-onset multisystem inflammatory disease, NOMID)
- przewlekły niemowlęcy zespół neurologiczno-skórno-stawowy (ang. chronic infantile neurologic cutaneous and articular syndrome, CINCA)
- niedobór kinazy mewalonianowej (ang. mevalonate kinase deficiency, MKD) i gorączka okresowa związana z hipergammaglobulinemią D (ang. hyperimmunoglobulin D syndrome, HIDS), które są klasyfikowane łącznie
- zespół gorączki nawrotowej zależnej od receptora TNF (ang. TNF receptor-associated periodic fever syndrome, TRAPS)
- zespół PAPA (ang. pyogenic arthritis, pyoderma gangrenosum and acne, PAPA Syndrome)
- zespół PFAPA, czyli zespół nawrotowej gorączki, aftowego zapalenia jamy ustnej, zapalenia gardła i zapalenia węzłów szyjnych (ang. periodic fever, aphthous stomatitis, pharyngitis and adenitis, PFAPA)
- niedobór antagonisty receptora IL-1 (ang. deficiency of the interleukin-1-receptor antagonist, DIRA)
- zespół Blaua